# Teodora Dombkowa
Teodora z Szafarkiewiczów Dombkowa (ur. 5 grudnia 1874 w Kępnie lub Ostrowie Wielkopolskim, zm. 25 sierpnia 1950 w Bytnicy Odrzańskiej) – polska działaczka narodowa i społeczna na Górnym Śląsku.

## Życiorys
Urodziła się w Kępnie lub w Ostrowie Wielkopolskim, w inteligenckiej rodzinie adwokata i notariusza, Juliana Szafarkiewicza, powstańca i komisarza rządu polskiego w powstaniu styczniowym i jego żony Anieli. Po ukończeniu pensji Danszówny w Poznaniu założyła i prowadziła w domu rodzinnym wraz z siostrami tajną szkołę polską w Ostrowie, narażając się na represje zaborcy. 
W 1898 wyszła za mąż za redaktora „Katolika” Pawła Dombka (późniejszego posła Reichstagu oraz Sejmu Ustawodawczego), przeniosła się do Bytomia. Mieli dwóch synów: Juliana (1899–1940) i Mariana (1908–1949) oraz dwie córki: Anielę po mężu Henclewską (1903–1996) i Zofię po mężu Dąbrowską (1915–1988).
Była inicjatorką i założycielką, powołanego 13 czerwca 1900 w Bytomiu, Towarzystwa Kobiet – pierwszej świeckiej organizacji kobiecej na Górnym Śląsku. Jeszcze przed jego powołaniem bytomskie kobiety, pod kierunkiem Dombkowej, spotykały się w jej mieszkaniu, omawiały przyszłe prace organizacyjne i pracowały nad statutem. Przez kilkanaście lat sprawowała funkcję przewodniczącej towarzystwa. W 1904 była współorganizatorką wiecu polsko-katolickiego, który odbył się w Bytomiu, w hotelu „Sans Souci” i zgromadził około 1200 kobiet. Prowadziła działalność oświatową w stowarzyszeniach kobiecych i Towarzystwie Czytelni Ludowych. Była współzałożycielką wielu lokalnych towarzystw kobiet, m.in. w Lipinach, Rudzie, Mikulczycach, Radzionkowie i wielu innych.
Na Śląsku działała do 1916, kiedy wraz z mężem przeniosła się do Leszna. Tam pracowała w tajnym nauczaniu i w Czerwonym Krzyżu.
Celem organizowanych przez nią towarzystw było samokształcenie, wymiana doświadczeń, zakładanie czytelni i organizowanie wycieczek dla dzieci. Nieoficjalnie natomiast organizacja dbały o rozwijanie świadomości narodowej, naukę języka polskiego, szerzenie znajomości polskiej historii, pielęgnowanie lokalnych pieśni i zwyczajów. Pruska policja traktowała Dombkową jak niebezpiecznego wroga, pisano o niej:

specjalnie przyjechała z ogniska buntu Wielkopolski i sprowadzała z drogi niewiasty śląskie.

W 1922 powróciła na Górny Śląsk, osiedlając się w Królewskiej Hucie, gdzie jej mąż został wiceprezydentem, następnie prezydentem miasta. W Chorzowie oddała się działalności oświatowej oraz charytatywnej, organizując Komitet Tanich Kuchni, wydający posiłki dla biedoty miejskiej. 
Przed wybuchem II wojny była czynna w organizacjach kościelno-religijnych.
Zmarła 25 sierpnia 1950 w Bytnicy Odrzańskiej. 

## Ordery i odznaczenia
- Krzyż Kawalerski Orderu Odrodzenia Polski (30 kwietnia 1927)[11][12]

## Upamiętnienie
Była jedną z 30 bohaterek wystawy „60 na 100. SĄSIADKI. Głosem Kobiet o powstaniach śląskich i plebiscycie” powstałej w 2019 i opowiadającej o roli kobiet w śląskich zrywach powstańczych i akcji plebiscytowej. Koncepcję wystawy, scenariusz i materiały przygotowała Małgorzata Tkacz-Janik, a grafiki Marta Frej.